# 새끼 여우
새끼 여우(The Ordinary People)는 한국에서 제작된 이유림 감독의 2007년 드라마 영화이다. 이규회 등이 주연으로 출연하였고 안혜윤 등이 제작에 참여하였다.

## 출연

### 주연
- 이규회
- 오대환
- 최경만
- 이안나
- 홍석만
- 염재승
- 김시정
- 김수환
- 이승준

## 제작진
- 조명: 민규식
- 동시녹음: 조수진
- 미술: 이은지